# Gstetten (Gemeinde Poysdorf)

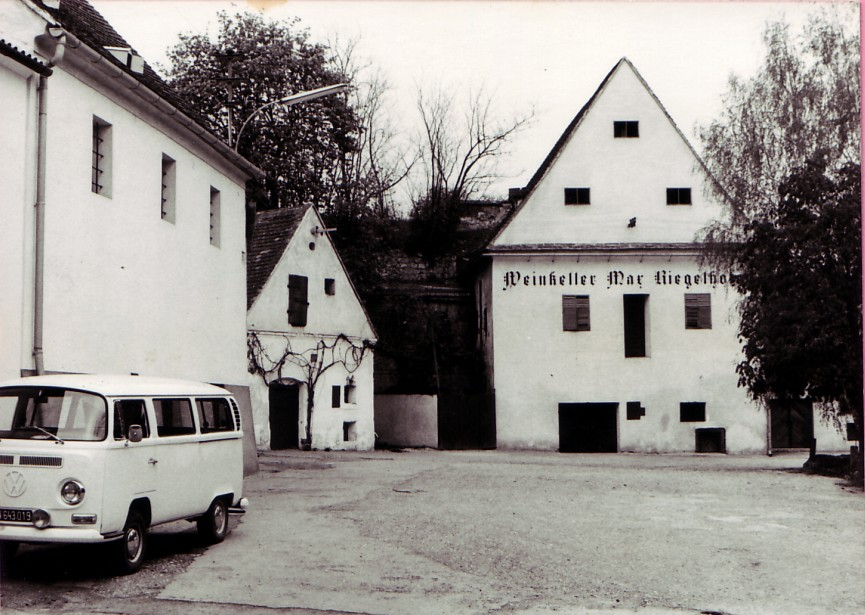
Klosterkeller in der Gstetten, um 1950

Die Gstetten, auch Kellergstetten, ein Ortsteil von Poysdorf ist ein platzartiges Ensemble aus Presshäusern und Weinkellern.

## Geschichte
1629 begann der Neubau der Pfarrkirche von Poysdorf. Der Lehm, aus dem das Baumaterial der 1640 geweihten Kirche gebrannt wurde, stammte aus einer Lehmgrube nahe der Baustelle. Auch der Lehm für das Bürgerspital, fertiggestellt 1663, und das von 1677 bis 1681 erbaute Kapuzinerkloster., wurde dieser Lehmgrube entnommen. Dadurch entstand eine dreieckige Geländevertiefung, in deren Wände Weinkeller gegraben wurden. Die ältesten stammen aus dem 17. Jahrhundert. In der Stiftung der Poysdorfer Witwe Barbara Dibiocken aus dem Jahre 1664 wird ein Weinkeller in der Gstetten erwähnt. 1750 wird von den Kapuzinern ein neuer Klosterkeller in der Gstetten angelegt. Vor die Weinkeller baute man zwei- bis dreigeschoßige Presshäuser. Der Franziszeische Kataster von 1821 weist die Kellergstetten bereits in der heutigen Form aus. Im 20. Jahrhundert wurde die Gstetten zum Festplatz der Stadt. Seit den 1950er Jahren findet hier alljährlich das Poysdorfer Winzerfest statt. 2006 wurde in der Mitte des Areals das Poydium, errichtet.

## Beschreibung
Die Gstetten hat die Form eines Dreiecks mit abgerundeten Ecken. Der Hauptzugang ist im Osten, eine weitere Zufahrt liegt im Norden. Im Süden führt nur eine Treppe hinauf zur Pfarrkirche. Rund um die Gstetten finden sich über 30 Presshäuser mit dahinterliegenden Weinkellern. Das imposanteste ist der ehemalige Klosterkeller, der nun die Poysdofer Sektwelt beherbergt. Die Mitte der Gstetten wird vom baumbestandenen Festplatz mit der Gstettenbühne Poydium eingenommen.